# Kerrville (Texas)
Kerrville település az Amerikai Egyesült Államok Texas államában, Kerr megyében, melynek megyeszékhelye is. Lakosainak száma 24 278 fő (2020. április 1.).

## Népesség
A település népességének változása:

| 2010 | 22 347 |
| 2020 | 24 278 |